# Evening Falls...
Evening Falls... („Пада нощ...“) е песен на ирландската певица, композиторка и музикантка Еня. Издадена е през декември 1988 г. като втори сингъл и осма песен от втория ѝ студиен албум Watermark (1988). Това е ню ейдж парче, написано от Еня и Рома Райън и продуцирано от съпруга на Рома Ники Райън.
Включена е и в компилациите A Box of Dreams и Only Time: The Collection.

## Критичен прием
Европейското списание Music & Media коментира: „Назад към дните ѝ с Кланад, това е в подобен дух на темата на [британския телевизионен минисериал] Harry's Game. Вълнуващо нещо."
В своята рецензия от април 1988 г. репортерът на ирландското списание „Хот Прес“ Лиъм Фей смята, че текстовете на Рома Райън са „цялостни и са идеално изваяни, за да позволят на гласа на Еня да се носи между пропуските и паузите“. Фей също чувства, че "Na Laetha Geal M'óige, On Your Shore" и Evening Falls... „за тяхно добро [звучат] твърде като химн“ и бледо в сравнение с останалата част от албума и че продукцията на Райън „разкрива различен нюанс“ всеки път, когато я слушаш.
Джо Браун във американския вестник „Вашингтон Поуст“ хвали направата на Evening Falls... и Miss Clare Remembers, които предизвикват „катедрална атмосфера, с многопистови хорове и блестящо ехо“.

## Музика и текст
Това е песен, която Рома Райън описва като „песен за пътуващ дух“. Както каза самата Еня в интервю, музикалният видеоклип към песента разказва история за духове, създадена от Рома Райън. Историята се съсредоточава върху жена, която живее в Америка и е измъчвана от сънища, в които броди из стаите на непозната къща. Няколко години по-късно тя се мести със съпруга си в Англия и разпознава мечтания си дом. Веднъж вътре, хората, които живеят там, се страхуват от нея и когато жената поисква обяснение, те твърдят, че са я виждали да броди из къщата като призрак всяка вечер.
Ники Райън смята, че мелодията, която Еня е написала, отговаря на историята, което кара Рома да напише текст, вдъхновен от нея.

## Видео
Видеото, режисирано от Майкъл Джеогеган (Michael Geoghegan), отразява историята на духа, вдъхновила песента. То е черно-бяло и се характеризира с кадри, направени от камерата, движеща се из стаите на къщата, редуващи се със сцени, в които образът на пеещата Еня се отразява върху пано, което се движи в дъха на вятъра. Като цяло създадената атмосфера е мистериозна, особено благодарение на изображенията на бухал, угасваща свещ, сухи листа, падащи върху стълбището, и забравена порцеланова кукла.
Видеоклипът е вкл. в компилациите Moonshadows (1991), The Video Collection (2001) и The Very Best of Enya - луксозна версия.
Направени 2 промо видеоклипа на сингъла с реж. Майкъл Джеогеган.

## Текст
Текст на Рома Райън, мелодия на Еня.
| Оригинален текст | Превод |
| --- | --- |
| [Verse 1] When the evening falls and the daylight is fading From within me calls – could it be I am sleeping? For a moment I stray, then it holds me completely Close to home – I cannot say Close to home – feeling so far away [Verse 2] As I walk the room there before me a shadow From another world where no other can follow Carry me to my own, to where I can cross over... Close to home – I cannot say Close to home – feeling so far away [Bridge] Forever searching; never right I am lost in oceans of night Forever hoping I can find memories Those memories I left behind [Verse 3] Even though I leave will I go on believing That this time is real – am I lost in this feeling? Like a child passing through, never knowing the reason I am home – I know the way I am home - feeling oh, so far away | [Куплет 1] Когато пада вечерта и дневната светлина гасне Отвътре ми се обажда - възможно ли е ли да спя? За момент блуждая, след това ме задържа напълно Близо до дома - не мога да кажа Близо до дома - чувствайки се толкова далеч [Стих 2] Докато вървя в стаята, там пред мен сянка От друг свят, където никой друг не може да последва Пренеси ме в моя собствен, откъдето мога да прекося... Близо до дома - не мога да кажа Близо до дома - чувствам се толкова далеч [Бридж] Вечно търсейки; никога правилно Изгубена съм в океаните на нощта Надявайки се винаги, че мога да намеря спомени Онези спомени, които оставих след себе си [Стих 3] Въпреки че си тръгвам, ще продължа ли да вярвам Че това време е реално - изгубена ли съм в това чувство? Като дете, което преминава, без да знае причината Аз съм у дома - знам пътя Аз съм у дома - чувствам се о толкова далеч. |

## Сингъл
Издаден е на различни носители през 1988 и 1989 г.
1-ва версия
- 3" CD - Уорнър Мюзик (WEA) YZ356CD Обединено кралство (1988) (в два варианта - с и без 5" адаптер за диска), YZ356CD Германия (1988), 229 2471982 Дания (1989), 247198-2 Норвегия (1989)
- 12" LP - Уорнър Мюзик (WEA) YZ356T Обединено кралство (1988), 247198-0 Германия (1988), 2471980 Дания (1989), 247198-0 Норвегия (1989)

| №  | Име              | Време |
| -- | ---------------- | ----- |
| 1. | Evening Falls... | 3:45  |
| 2. | Oíche Chiún*     | 3:44  |
| 3. | Morning Glory*   | 2:27  |

2-ра версия
- 3" CD - Уорнър Пиониър 09P3-6126 Япония (1989)
- 7" LP - Уорнър Мюзик (WEA) YZ356 Обединено кралство (1988), 247199-7 Германия (1988), YZ356 Ирландия (1988), 247 199-7 Ниерландия (1988), 2471980 Дания (1989), 247199-7 Норвегия (1989), 7.247199 Австралия (1989), YZ308 Полша (1989)

| №  | Име              | Време |
| -- | ---------------- | ----- |
| 1. | Evening Falls... | 3:45  |
| 2. | Oíche Chiún*     | 3:44  |

- Неиздавани преди това

## Класации

### Седмични класации
| Класация (1988)                   | Топ позиция |
| --------------------------------- | ----------- |
| Австралия (ARIA)                  | 104         |
| Белгия (Ultratop 50 Фландрия)     | 29          |
| Ирландия (IRMA)                   | 3           |
| Нидерландия (Single Top 100)      | 32          |
| Нова Зеландия (Recorded Music NZ) | 14          |
| Обединено кралство (OCC)          | 20          |

## Кавъри
Реинтерпретирана от Gregorian в албума Masters of Chant Chapter IV (2003).

## В популярната култура
- Използвана във видеото Portrait of Ireland (1989)
- Използвана в еп. от сериалите Rockopop (1990) и Witchblade (2001)
- Вкл. в саундтрака на филма Calmi Cuori Appassionati (2001)
- Използвана в тв реклама на Chilly